# شتری

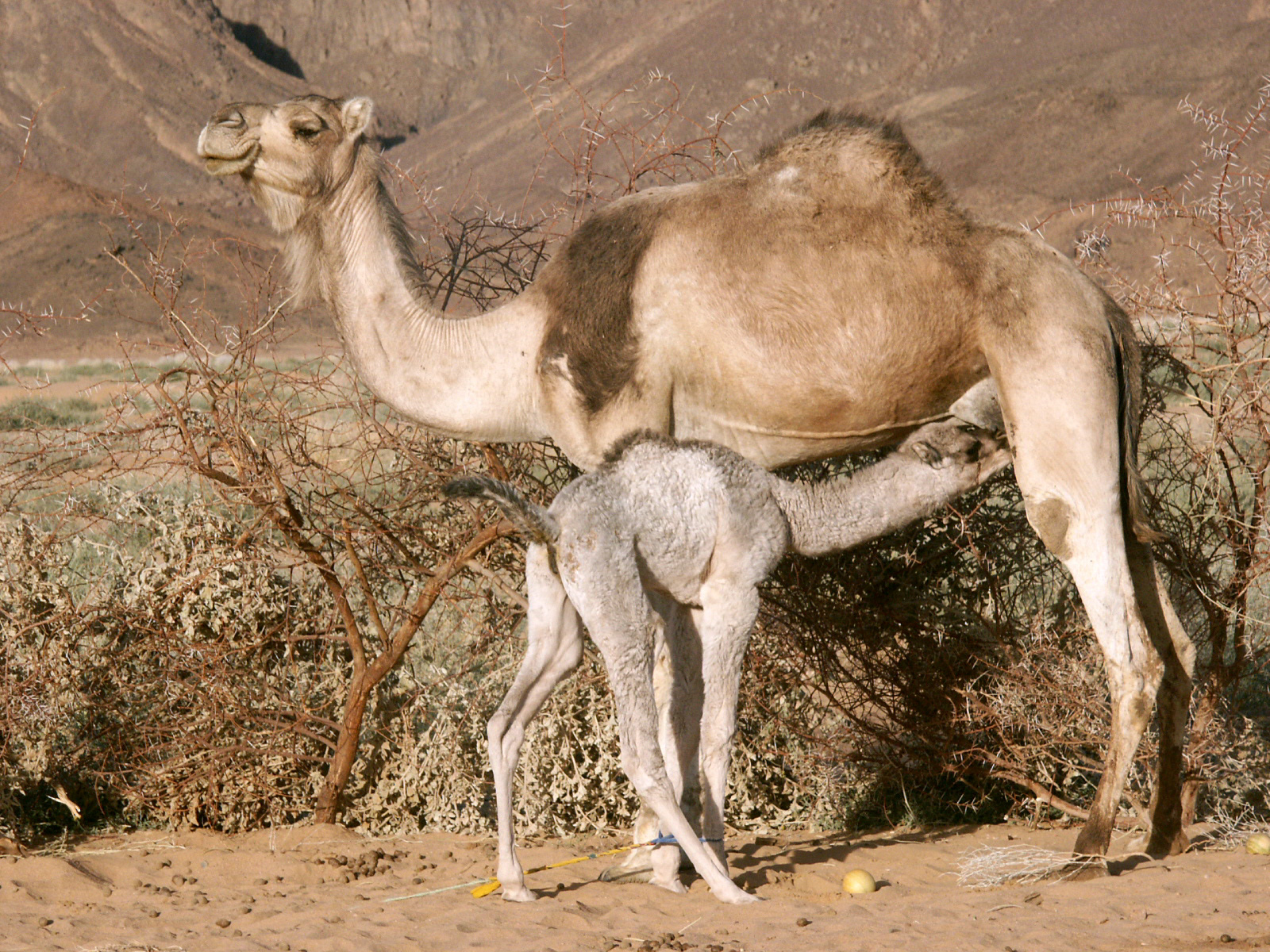
گوساله شتری که از شیر مادرش تغذیه می‌کند.

شتری یک رنگ شبیه به رنگ موی یک شتر است.
نخستین استفاده ثبت‌شده از شتری به عنوان نام یک رنگ در انگلیسی و در سال ۱۹۱۶ میلادی بود.

## جستارهای بیشتر
- فهرست‌های رنگ‌ها